# Favipiravir
Favipiravir, pod zaščitenim imenom Avigan in drugimi, je protivirusna učinkovina za zdravljenje gripe. Zdravilo je registrirano na Japonskem. Potekajo raziskave za zdravljenje drugih virusnih bolezni, med drugim tudi okužbe s SARS-CoV-2. Glede na kemijsko zgradbo gre za derivat pirazinekarboksamida.
Zdravilo je razvilo in ga proizvaja farmacevtsko podjetje Toyama Chemical (hčerinsko podjetje družbe Fujifilm). Dovoljenje za promet so mu na Japonskem dodelili leta 2014. Od leta 2019 so na trgu tudi generična zdravila.

## Klinična uporaba
Favipiravir je odobren na Japonskem za zdravljenje gripe. Namenjen je zdravljenju le posameznih podtipov virusa (novi sevi, ki povzročajo hujšo obliko bolezni) in v posebnih okoliščinah bolezni. Ni indiciran za zdravljenje običajne sezonske gripe. Podatki kažejo na nizko tveganje razvoja odpornosti virusa gripe proti učinkovini.

## Neželeni učinki
Raziskave pri bolnikih z gripo ali ebolo kažejo, da med neželenimi učinki prevladujejo blage prebavne težave in brezsimptomni dvigi sečne kisline. Pri okoli 1 % bolnikov je treba zdravljenje zaradi neželenih učinkov prekiniti.
Obstajajo dokazi, da je ima lahko uporaba favipiravira med nosečnostjo teratogene učinke (povzroča prirojene nepravilnosti pri otroku). Teratogeni in embriotoksični učinki so bili opaženi tudi v preskusih na štirih živalskih vrstah.
Posledično je potrebna izključitev nosečnosti pred uporabo in stroga kontracepcija v času zdravljenja in po njem.

## Mehanizem delovanja
Favipiravir deluje protivirusno preko selektivnega zaviranja virusne od RNK odvisne RNK-polimeraze (RdRp). Gre za predzdravilo – favipiravir se namreč aktivira šele znotraj celice. S celičnimi encimi se fosforibozilira do aktivne oblike, favipiravir ribofuranozil-5’-trifosfata (favipiravir-RTP), tega pa nato kot substrat (lažni purinski nukleotid) prepozna RdRp, kar vodi v zaviranje RNK-polimerazne aktivnosti.
Favipiravir-RTP kot nukleotidni analog posnema tako gvanozin kot adenozin. Virusni RdRP ga tako vgrajuje v nastajajočo RNK pomotoma namesto omenjenih nukleotidov.

## Raziskave

### Covid 19
Favipiravir so kot širokospektralno protivirusno zdravilo ob izbruhu pandemije covida 19 odobrili v številnih državah za zdravljenje te bolezni. Med drugim so favipiravir kot protikovidno zdravilo izredno odobrile Japonska, Rusija, Srbija, Turčija, Indija in Tajska. Kmalu po začetku epidemije v Sloveniji je bil favipiravir na voljo tudi slovenskim bolnikom.
Zgodnja metaanaliza štirih kliničnih preskušanj v septembru 2020 je pokazala, da favipiravir pomaga pri izboljšanju kliničnih in radioloških izvidov bolnikov s covidom 19, nima pa vpliva na smrtnost in med bolniki, ki so prejemali favipiravir, ni prišlo do ugodnejših rezultatov glede potrebe po nadomeščanju kisika. Avtorji so zaključili, da so potrebne obsežnejše raziskave za ugotovitev učinkovitosti zdravila.
Klinične raziskave z vključenimi velikimi kohortami bolnikov so v teku (podatek za maj 2022).

### Ebola
Podatki na mišjih modelih so leta 2014 pokazali, da bi lahko bil favipiravir učinkovit tudi pri zdravljenju ebole, vendar pa raziskav, ki bi dokazovale učinkovitost pri človeku, ni bilo.
Med epidemijo ebole v zahodni Afriki leta 2014 so poročali o francoski medicinski sestri, ki se je okužila z ebolo med prostovoljnim delom za organizacijo Zdravniki brez meja v Liberiji in ki je bolezen premagala, potem ko je prejela zdravljenje s favipiravirom. Decembra 2014 so v Gani začeli izvajati klinično preskušanje favipiravirja v zdravljenju ebole. Preliminarni podatki so kazali na zmanjšano smrtnost pri bolnikih, ki so imeli v krvi majhno ali zmerno virusno breme, pri bolnikih z visokim virusnim bremenom (ki imajo sicer tudi večje tveganje za smrtni izid) pa zmanjšanja smrtnosti niso opazili. Zasnova raziskave je bila deležna kritik, ker je kot kontrolno skupino upoštevala le historične podatke.

### Okužba z virusom Nipah
Virus Nipah je povzročitelj izbruhov encefalitisa s pljučnico; bolezen ima visoko smrtnost. Prvi izbruh okužbe se je pojavil konec 90-ih let prejšnjega stoletja v Maleziji in Singapurju in je bil povezan z izpostavljenostjo okuženim prašičem v klavnicah. Izbruh bolezni na Filipinih so prav tako povezali z izpostavljenostjo v klavnicah, in sicer so bili vir okuženi konji. Večina drugih izbruhov bolezni se je zgodila v Indiji in Bangladešu. V Bangladešu je vir okužbe običajno drevesni sok datljevca, okužen s slino ali sečem sadnih netopirjev. Na živalskem modelu (na hrčkih) se je favipiravir pokazal za učinkovitega pri zdravljenju okužbe z virusom Nipah.

### Drugo
Na živalskih modelih je favipiravir pokazal aktivnost tudi proti virusu Zahodnega Nila, virusu rumene mrzlice, virusu slinavke in parkljevke in nekaterim drugim flavivirusom, arenavirusom, bunjavirusom in alfavirusom. Obstajajo tudi podatki o aktivnosti proti enterovirusom in virusu, ki povzroča mrzlico vzhodnoafriškega jarka (Rift Valley fever). Favipiravir izkazuje v preskusih na živalih tudi delno aktivnost proti virusu zika, vendar je manj učinkovit, kot nekatere druge protivirusne učinkovine, denimo MK-608. Izkazuje tudi določeno stopnjo aktivnosti proti virusu stekline in opisani so že primeri preskusne klinične uporabe pri bolnikih, okuženih s steklino.